# Бочкарёва, Ольга Николаевна
Ольга Николаевна Бочкарёва (род. 3 сентября 1962 года, Передняя Бырка, Борзинский район, Читинская область) — дежурная по сортировочной горке железнодорожной станции Инская Западно-Сибирской дирекции управления движением Центральной дирекции управления движения — филиала ОАО «Российские железные дороги», Новосибирская область. Герой Труда Российской Федерации (2019).
С 1981 года трудится на железной дороге. Работала списчиком и оператором сортировочной горки. Окончила заочное отделение Новосибирского техникума железнодорожного транспорта по специальности «Организация перевозок и управление движением». На станции Инская работает более 35 лет. С 1991 года — дежурная по сортировочной горке. В 2018 году за смену распределяла около двух тысяч вагонов.

## Награды
- Герой Труда Российской Федерации (26 апреля 2019 года) — «за особые трудовые заслуги перед государством и народом»[2].
- Медаль ордена «За заслуги перед Отечеством» I степени (25 октября 2014 года) — за достигнутые трудовые успехи, многолетнюю добросовестную работу и активную общественную деятельность[7]
- Медаль «За заслуги перед Отечеством» II степени (28 декабря 2007 года) — за большой вклад в социально-экономическое развитие области, достигнутые трудовые успехи и многолетнюю добросовестную работу[8]
- Юбилейная медаль «100 лет Транссибирской магистрали» (2001 год)
- Почётный железнодорожник (2003 год)
- Именные часы министра путей сообщения Российской Федерации (1997 год)
- Звание «Мастер формирования поездов I класса» (2013 год) — за мастерство и профессионализм, большой вклад в повышение эффективности работы[9]